# Luthrodes mindora
Luthrodes mindora är en fjärilsart som beskrevs av Felder 1865. Luthrodes mindora ingår i släktet Luthrodes och familjen juvelvingar. Inga underarter finns listade i Catalogue of Life.